# Hijikata Toshizō
Hijikata Toshizō (土方歳三 Hijikata Toshizō, Thổ Phương Tuế Tam) (31/5/1835 - 20/6/1869). Là một kiếm khách và chiến lược gia đại tài trong lịch sử quân sự Nhật Bản. Với vai trò Phó cục trưởng Shinsengumi (新選組 Tân Tuyển Tổ, lực lượng cảnh sát samurai hoạt động bảo vệ tri an kinh thành Kyoto), và là Thứ trưởng Bộ Quốc phòng nước Cộng hòa Ezo, Hijikata chiến đấu chống lại công cuộc Minh Trị Duy tân. Về chức vụ, Hijikata chỉ đứng sau Cục trưởng Kondo Isami, và sau Bộ trưởng Bộ Quốc phòng Otori Keisuke.

## Gia đình
Hijikata Toshizo Yoshitoyo (土方歳三義豊 Thổ Phương Tuế Tam Nghĩa Phong). Sinh ngày 31 tháng 5 năm 1835 tại thôn Ishida, quận Tama, tỉnh Musashi (Hiện nay là thành phố Hino, ngoại ô khu phía Tây Tokyo). Là con út trong một gia đình điền chủ giàu có gồm 10 người con nhưng chỉ 6 người là sống đến tuổi trưởng thành. Thân phụ là Hijikata Hayato Yoshiatsu, một nông dân chăm chỉ nhưng mất 3 tháng trước khi Toshizo ra đời, thân mẫu là Hijikata Etsu, mất khi Toshizo 5 tuổi. Hijikata được nuôi dạy bởi cửu tỷ và anh rể trong sự nuông chiều của tất cả mọi người, vậy nên lúc nhỏ Toshizo là một đứa trẻ phá phách và có phần bất trị, vì thế ông không được ai công nhận ngoài bạn bè và gia đình, điều này đã thay đổi khi Hijikata chứng kiến một samurai 21 tuổi ở phiên Aizu thực hiện seppuku (Nghi lễ mổ bụng để bảo toàn danh dự của samurai). Khi tham dự tang lễ của người samurai ấy, ông dường như đã khóc và quyết tâm trở thành võ sĩ.
- Đại huynh: Tamejiro (Vì bị mù nên không thể nối dõi gia tộc).
- Nhị huynh: Khuyết danh, mất sớm.
- Tam huynh: Khuyết danh, mất sớm.
- Tứ huynh: Kiroku, người nối dõi gia tộc nhưng đến năm 1860 thì đột ngột qua đời. Đứa con trai 16 tuổi của Kiroku trở thành người thừa kế nhưng qua sự trung gian cai quản của Tamejiro. Ban đầu, sau khi thân mẫu mất, Hijikata được vợ chồng Kiroku nuôi dưỡng, đến năm 11 tuổi thì gửi sang cho Nobu.
- Ngũ tỷ: Khuyết danh, mất sớm.
- Lục tỷ: Khuyết danh, mất sớm.
- Thất tỷ: Shuu, mất năm 15 tuổi.
- Bát huynh: Daisaku, làm dưỡng tử (Con nuôi) nhà Kasuya, sau đổi tên thành Kasuya Ryojun rồi trở thành dược sĩ, gia tộc Kasuya có tiếng về nghề dược. Daisaku có kỹ năng viết thư pháp điêu luyện, vậy nên có nguồn rằng chính ông là người đã đề bảng hiệu cho Shinsengumi ngoài cửa Tổng hành dinh ở Mibu.
- Cửu tỷ: Nobu, người chăm nom Toshizo, kết hôn với Sato Hikogoro, một người anh họ hàng, mẹ của Sato, bà Masa, là chị em của ông Hijikata Yoshiatsu. Sato Hikogoro là một trong số ít nhà tư sản ở Tama được Mạc Phủ cho phép mang đoản kiếm để giám sát trong khu vực.

Hậu duệ nhà Hijikata và nhà Sato vẫn tiếp tục cho đến nay, mà hai người phụ nữ đại diện hai gia tộc vẫn luôn lưu giữ, bảo tồn lịch sử dòng họ, lịch sử Shinsengumi, nhất là lịch sử về Toshizo cũng như bảo tàng viện của vị Cục phó huyền thoại này, dù cả hai không thuộc hàng kế thừa vì chế độ phụ hệ truyền thống.

## Giai đoạn trước Shinsengumi

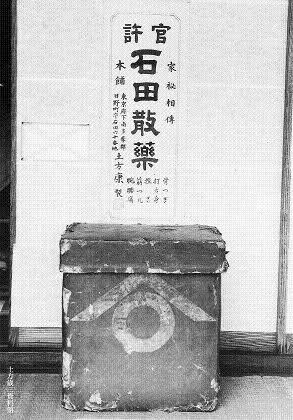
Trước năm 1859, Hijikata từng mang hộp đựng thuốc với ký hiệu này đi bán thuốc dạo loại "Tán dược Ishida"

Lúc nhỏ, khoảng 11 tuổi (Sau khi chuyển đến ngôi nhà mới), Hijikata có trồng một bụi tre trong sân nhà sau hàng rào cửa với ước nguyện một ngày nào đó sẽ trở thành samurai, hiện bụi tre ấy vẫn còn và vẫn đứng vững như một kỷ vật lưu niệm mang những giá trị tinh thần Shinsengumi. Trước đấy, năm 1845, anh trai Kiroku đã giới thiệu công việc làm đầu tiên cho Toshizo trong một cửa hàng chuyên về trang phục ở Ueno, Edo, gọi là Ito-Gofukuten (Nay là Matsuzakaya, một cửa hiệu cao cấp), với hy vọng Toshizo nhanh chóng tự lập và không bao lâu sẽ trở thành một thương gia giàu có, dù rằng Kiroku khá vất vả để thu xếp công việc này, và cũng chẳng bàn tính với Toshizo. Không may, sau một thời gian, Hijikata xích mích và cãi nhau với ông chủ, nên nửa đêm đã bỏ về, đi cả một đoạn đường dài đến 36 km, trong 10 tiếng đồng hồ, tuy chỉ mới 10 tuổi mà Toshizo đã bộc lộ tính cách kiên cường. Sự việc này đi ngược lại ý muốn của Kiroku, và gây mâu thuẫn giữa hai anh em một thời gian, nên sau đấy Hijikata dọn đến ở với chị Nobu và anh rể Sato.
Năm 1851 (16 tuổi), Hijikata nhận một công việc mới ở một cửa hiệu vốn là chi nhánh của Matsuzakaya (Lần này có thể do Sato giới thiệu và đã bàn tính với Toshizo). Vì ngoại hình thanh tú, gương mặt khả ái nên được cho ngồi đầu mặt tiệm để lôi cuốn khách. Nhưng cũng không được bao lâu, vì lần này ông bị bắt gặp có quan hệ tình ái với nữ nhân viên, và buộc phải nghỉ việc. Sau vụ này, Hijikata nhận ra bản thân không phù hợp nên bỏ hẳn con đường trở thành thương nhân. Nhờ từng có khoảng thời gian làm việc trong cửa hiệu phục trang mà nghe bảo Toshizo sử dụng kéo rất khéo tay, khéo hơn cả con gái. Cùng năm ấy, có thể ông bắt đầu nhập môn kiếm phái Tennen Rishin ryu.
Khi trở về, Toshizo bị Sato quở mắng, nhưng dù gì cũng đã có ý định riêng, nên ông xin phép gia đình đi bán thuốc dạo, loại tán dược Ishida gia truyền của nhà Hijikata, chuyên trị gãy xương và chấn thương rất tốt. Khi hay tin, cả nhà rất đỗi vui mừng, liền đi sắc thuốc cho cậu út, họ hy vọng Toshizo thay đổi, nhưng không ngờ rằng ông vẫn nuôi mộng võ sĩ, đây chỉ là bước chuẩn bị, làm bàn đạp cho sự nghiệp sau này. Thông qua việc bán thuốc, và với số tiền kiếm được, Hijikata có thể vừa hành nghề vừa ghé qua các võ đường để thách đấu, rèn luyện cùng nâng cao kỹ năng kiếm thuật, và chỉ ngừng hẳn khi chính thức gia nhập Shieikan vào năm 1859.
Sato Hikogoro, nhà tài trợ và là người phụ trách một võ đường phái kiếm Tennen Rishin ryu ở Hino, là đệ tử của Kondo Shusuke, và cũng là huynh đệ đồng môn với Kondo Isami, nên vậy, Toshizo có cơ hội gặp Kondo. Mặc dù bản thân Hijikata chưa bao giờ hoàn tất hay tốt nghiệp khoá học, nhưng mọi người đều công nhận việc Toshizo phát triển hệ thống chiến đấu của Shinsengumi - "Shinsengumi kenjutsu" từ dòng kiếm Tennen Rishin ryu. Khả năng kiếm thuật của Hijikata là sự tổng hợp từ nhiều trường phái khác nhau, và bất chấp việc sư phụ Shusuke không chấp nhận cũng như luôn trách ông về việc thách đấu các phái kiếm khác, Toshizo vẫn trở thành một đối thủ đáng gờm và kẻ thù chưa bao giờ đánh giá thấp ông.
Sau khi nhập dòng Tennen năm 1859 đến trước lúc lên đường đi Kyoto, Hijikata cùng các môn đệ chủ lực của đạo trường Shieikan (試衛館 Thí Vệ Quán) như Kondo Isami, Okita Soji và "Trưởng lão" Inoue Genzaburo từng có khoảng thời gian dạy kiếm ở nhiều nơi, vì dòng Tennen chỉ là dòng nhỏ, không mấy tiếng tăm so với các dòng kiếm lớn khác, cũng không thể so được với các dòng có cùng nơi khởi phát nhưng nổi danh hơn, nên nhiều khi đạo trường lâm vào cảnh túng quẫn vì ít môn sinh, buộc họ phải "Dạy kèm kiếm thêm".
Tháng 11 năm 1861, Hijikata bị ốm nặng khi đang ở nhà Sato. Kasuya Ryojun (Daisaku), anh trai ông, được mời đến để kiểm tra. Dù bệnh trạng Hijikata không rõ ràng hoặc đã bị ém nhẹm, nhưng bệnh tình thật sự nguy hiểm và Toshizo gần như sắp chết (Phần lớn các thuyết truyền miệng đều cho rằng là bệnh lao, căn bệnh nan y chưa có thuốc chữa thời bấy giờ, khiến cả cha, mẹ và thất tỷ của ông mất sớm, và nếu đúng như vậy, thì việc Hijikata sống sót qua cơn bạo bệnh cũng là số mệnh).

## Giai đoạn Shinsengumi

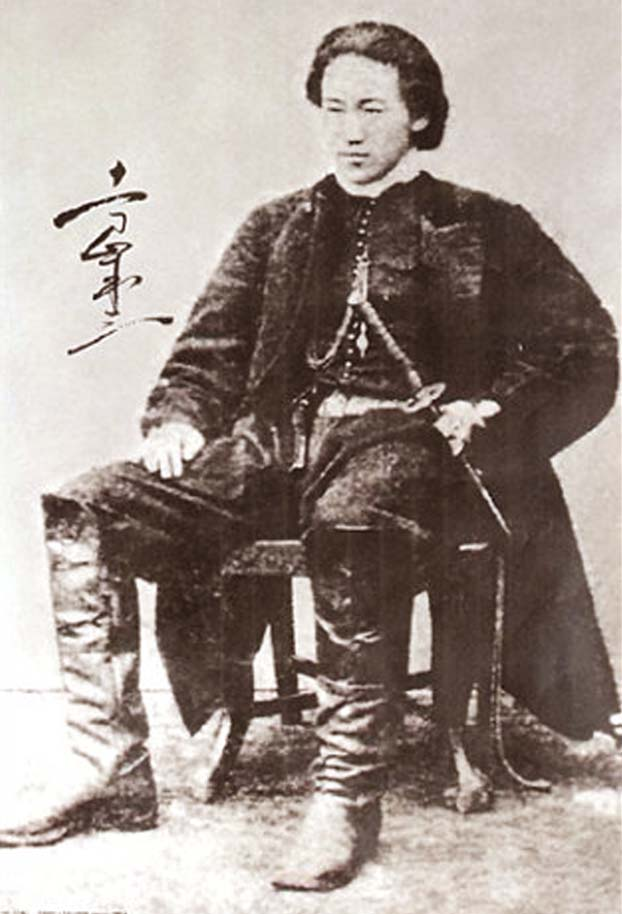
Ảnh chân dung Hijikata

Năm 1863, nhóm Shieikan mà đứng đầu là Kondo Isami gia nhập Roshigumi (浪士組 Lãng sĩ tổ) do Kiyokawa Hachiro, một chí sĩ phiên Shonai thành lập, nhằm mục đích hộ tống Tướng quân (Shogun) Tokugawa Iemochi lên kinh thành Kyoto. Nhưng sau vì phát hiện âm mưu thực sự của Kiyokawa là gầy dựng lực lượng đảo Mạc, nên phần lớn các thành viên quyết định rời khỏi Roshigumi và trở về Edo, thành lập Shinchogumi (新徴組 Tân Trưng Tổ) ở Edo mà thủ lãnh là Okita Rintaro, anh rể Okita Soji (Đội trưởng đội 1 Shinsengumi), là một lực lượng cảnh sát tá Mạc (Phò trợ Mạc phủ) có quy chế và nhiệm vụ tương tự Shinsengumi, thường được xem là anh em với Shinsengumi. Những người và các nhóm còn lại như nhóm Kondo và nhóm Serizawa tuy cũng phản đối và rời tổ chức nhưng chủ trương cũng như vì mục đích bảo vệ và phục vụ Tướng quân nên tình nguyện ở lại kinh thành. Sau cùng, nhóm Kondo, nhóm Serizawa và nhóm Tonochi quyết định gửi thỉnh nguyện đơn thành lập một tổ chức mới, Mibu roshigumi (壬生浪士組 Nhâm Sanh lãng sĩ tổ, tiền thân của Shinsengumi) vì nhóm đóng bản doanh ở làng Mibu, sống trong dinh thự Yagi và dinh thự Maekawa của nhà Yagi. Nhưng do mâu thuẫn nội bộ mà nhóm Kondo cùng nhóm Serizawa quyết định ám sát nhóm Tonochi. Kondo và Serizawa Kamo, Niimi Nishiki (Dưỡng đệ, tức em nuôi của Serizawa) cùng trở thành những lãnh đạo của nhóm, Hijikata và Yamanami là hai Phó cục trưởng, nhưng sau vì vài lý do nội bộ mà Niimi Nishiki bị giáng chức thành Phó cục trưởng. Nhóm Miburoshi phụng sự Mạc Phủ trong vai trò lực lượng cảnh sát đặc biệt ở Kyoto dưới quyền Matsudaira Katamori, lãnh chúa phiên Aizu. Tuy nhiên, theo nhiều sử gia, sau khi đổi tên thành Shinsengumi, nhóm còn là một biệt đội tử thần, chuyên thực thi các phi vụ bắt bớ cùng ám sát những người có tư tưởng đảo Mạc, trong đó có các Ishin shishi (維新志士 Duy Tân chí sĩ, gồm nhiều chính trị gia và các sát thủ của họ, thuộc phe đối địch, chuyên ám sát các yếu nhân của Mạc Phủ). Vì lý do này mà Kondo bị xử trảm với tội danh ám sát Sakamoto Ryoma, một chí sĩ huyền thoại của phiên Tosa, dù rằng sự việc này là án oan cho cả Kondo lẫn nhóm Shinsengumi.
Tuy trực thuộc phiên Aizu và được chính quyền tài trợ nhưng Shinsengumi đã vấp phải không ít khó khăn liên quan đến vấn đề kinh phí hoạt động. Thiếu thốn nên nhóm Serizawa bắt đầu gây sự, rượu chè và cưỡng đoạt tiền bạc, khiến danh tiếng bị ô uế và nhóm bị gọi là "Sói Mibu" (Miburo 壬生狼 Nhâm Sanh lang, đồng âm khác nghĩa với Miburo 壬生浪 Nhâm Sanh lãng). Toshizo đã tìm đủ chứng cứ buộc tội Niimi và lệnh cho ông này phải mổ bụng. Một tuần sau, Serizawa cùng nhân tình và các môn đệ bị ám sát. Phần lớn sử liệu cho rằng chính phiên chủ Matsudaira đã lệnh Kondo bí mật thanh trừng nhóm Serizawa, Kondo và Toshizo phải nhận lệnh, và Toshizo đảm nhận nhiệm vụ với cái cớ là Serizawa chết do bị bọn cướp hoặc nhóm sát thủ phiên Choshu ám hại. Có một số tranh luận về việc chính xác ai đã tham gia ám sát Serizawa, nhưng chắc chắn rằng những thành viên được chọn tuyệt nhiên phải là những người mà Kondo và Hijikata có thể tin tưởng cũng như để giữ bí mật, đội hình rất có thể là Hijikata, Okita, Yamanami, Inoue và Harada. Có một giả thuyết khác cho rằng vụ ám sát được thực hiện bởi Hijikata, Todo, Saito và Harada. Cũng có nguồn cho rằng thông qua lời kể của người con trai nhà Yagi, Tamesaburo - Một chứng nhân, tuy còn nhỏ tuổi vào thời điểm xảy ra vụ ám sát và lúc ấy trời mưa khá to, có thể không nhìn rõ mặt - thì ngoài Toshizo, trong nhóm ám sát còn có Okita, Yamanami và Harada. Kondo trở thành người lãnh đạo duy nhất của nhóm, cùng hai Phó cục trưởng là Yamanami và Toshizo (Sau vì Yamanami chuyển sang chức vụ "Tổng trưởng", nên chỉ còn Phó cục trưởng Hijikata).
Năm 1864, danh tiếng Shinsengumi vang dội khắp Nhật Bản khi khám phá và trấn áp thành công ý đồ phóng hoả kinh thành của nhóm phản loạn trong sự kiện Ikedaya (Ikedaya jiken 池田屋事件 Trì Điền Ốc sự kiện). Trước đó, Hijikata đã ép được một thành viên phản loạn phải khai ra toàn bộ kế hoạch, bằng cách treo mắt cá chân, bẻ cổ tay, đóng những cây đinh dài đến 5 inch vào gót chân, đặt nến đang cháy lên trên lỗ, để sáp nóng chảy nhỏ giọt xuống bắp chân, có như vậy mới bắt ép đối phương mở miệng, dù vẫn còn rất nhiều tranh cãi xung quanh việc Hijikata có trực tiếp liên quan đến phương cách tàn bạo này không.
Nhóm phát triển lên quy mô 140 người, sau nữa là hơn 300, gồm nhiều tầng lớp, từ samurai, nông dân đến các nhà buôn mà kế sinh nhai của họ bị đe doạ nếu Mạc Phủ sụp đổ. Do số lượng thành viên tăng nhanh, quy mô dần mở rộng, nên để hợp thức hoá thành một tổ chức cảnh sát thật sự, cũng như siết chặt kỷ cương, nêu cao tinh thần võ sĩ đạo, Toshizo được xem là người đã đặt ra những nội quy, quân pháp vô cùng hà khắc. Đối với những kẻ bỏ trốn hoặc phản bội, buộc phải seppuku, chưa kể là tham nhũng - biển thủ công quỹ, mờ ám trong các công vụ, và trong chiến trận mà tỏ ra hèn nhát không tham chiến hoặc bỏ chạy, tất đều xử mổ bụng, không có trường hợp ngoại lệ, kể cả tình riêng. Sự khắc nghiệt này đã xảy ra với Yamanami khi ông từng bỏ trốn khỏi Shinsengumi năm 1865 trước khi tự thú cùng năm (Yamanami là người thuộc nhóm Shieikan của Kondo, và là một trong số ít bạn hữu thân thiết, tâm đắc của Toshizo thời trước khi đến Kyoto). Nhưng nhờ vậy, Shinsengumi trở thành tổ chức cảnh sát thực thụ, là lực lượng thiện chiến nhất của Mạc Phủ, với hàng trăm tay kiếm chuyên nghiệp giết người không gớm tay, ý chí chiến đấu và tinh thần kỷ luật cao, Shinsengumi thật sự trở thành nỗi kinh hoàng cho kẻ thù, không những thế, ngay cả quân đội Mạc Phủ cũng phải e dè, sợ hãi và kiêng nể. Nhờ Toshizo, Shinsengumi trở thành tấm gương anh dũng cho quân đội Mạc Phủ, trong khoảng thời gian tồn tại ngắn ngủi, tánh anh hùng bất khuất mang đậm tinh thần võ sĩ đạo của họ đã in sâu vào tâm trí và được tưởng nhớ bởi phần lớn tầng lớp thị dân.
Cùng với những thành viên khác của Shinsengumi, Toshizo trở thành Hatamoto năm 1867. Ông được thăng cấp Yoriai đầu năm 1868.

## Chiến tranh Mậu Thìn
Tháng 1 năm 1868, bắt đầu tham gia chiến tranh Boshin, Kondo và Hijikata dẫn dắt Shinsengumi chiến đấu tại trận Toba-Fushimi, nhưng quân Mạc Phủ mau chóng đại bại dù rằng có số quân gấp 3 địch thủ, buộc nhóm phải rúi lui và quay về Edo. Kể từ lúc này, Shinsengumi trở thành quân đội chính quy của Mạc Phủ.
Các trận Toba-Fushimi có ảnh hưởng sâu sắc đến Toshizo. Ngay sau khi bị đánh bại bởi những vũ khí Tây phương, Toshizo thừa nhận thế giới samurai đang sụp đổ, nên quyết định đưa những vũ khí hiện đại vào quân lực. Shinsengumi bắt đầu sử dụng Súng hỏa mai và tập luyện cùng chiến đấu theo binh pháp Tây dương. Toshizo cũng tự thay đổi bản thân để phù hợp hơn với thời đại mới, ông cắt mái tóc dài và vận trang phục như người Pháp, Toshizo biết sử dụng nhiều loại súng khác nhau, và rằng ông dùng súng lục rất thiện nghệ.
Trở về Edo, Kondo sau đó đã gặp Katsu Kaishu, một lãnh đạo của quân đội Mạc Phủ đồng thời là Tổng trấn thành Edo. Nghe theo lời khuyên của Katsu, Kondo tái võ trang và cải danh nhóm thành Koyo Chinbutai, bản thân cục trưởng cũng sử dụng bí danh Okubo Tsuyoshi.
Ngày 24 tháng 3, nhóm nhận lệnh lên đường đến lâu đài Kofu, nhưng trên đường đi, họ nhận được tin vào ngày 28, quân Hoàng gia dưới sự dẫn dắt của Itagaki Taisuke đã chiếm thành Kofu. Ngày 29, cả nhóm đụng độ và giằng co với quân Hoàng gia tại trận Koshu-Katsunuma, nhưng vì địch đông gấp 10 lần nên thất trận và nhóm buộc phải tháo lui về Edo.
Ngày 11 tháng 4, Cục trưởng Kondo, Hijikata và đơn vị của họ rời Edo một lần nữa và sau đó thiết lập một trụ sở tạm thời tại bất động sản của gia tộc Kaneko, ở Đông Bắc Edo. Kondo sau đó đổi bí danh của mình từ Okubo Tsuyoshi sang Okubo Yamato.
Sau đó, ngày 25 tháng 4, họ chuyển đến Tổng hành dinh mới ở Nagareyama.
Trong khi đang tập luyện ở Nagareyama, thì ngày 26 tháng 4, nhóm bị đột kích một cách bất ngờ bởi 200 quân sĩ Hoàng gia dưới sự lãnh đạo của Arima Tota thuộc phiên Satsuma, người nghi ngờ ông Okubo Yamato chính là Kondo Isami. Cục trưởng liền bị dẫn độ đến doanh trại quân Hoàng gia ở Koshigaya, sau là Itabashi vào ngày 27 tháng 4 để tra khảo. Cùng ngày, Hijikata đến Edo gặp Katsu và nhờ Katsu xin ân xá cho Kondo. Ngày 28 sau đó, một người đưa thư đã đến Itabashi, trên tay cầm bức thư được thảo bởi Katsu với đề nghị khoan hồng tha mạng Kondo, nhưng người đưa tin đã bị bắt và yêu cầu bị từ chối.
Tiếp tục chống cự, tại trận chiến thành Utsunomiya, ban đầu, với chiến thuật tài tình, Toshizo đã chiếm được thành khiến địch thủ cũng phải nể phục, nhưng sau đó vì bị thương nên buộc phải về Aizu tịnh dưỡng khiến kẻ địch thừa cơ hội xông lên, rốt trận này quân Mạc Phủ đại bại. Trong lúc Hijikata dưỡng thương sau trận thành Utsunomiya, Saito tạm thời trở thành chỉ huy của Shinsengumi tại Aizu vào khoảng ngày 26 tháng 5 năm 1868 và tiếp tục chiến đấu tại trận Shirakawa.
Sau khi Cục trưởng Kondo bị xử trảm ngày 17 tháng 5 năm 1868, Hijikata mang tóc của Kondo đến Aizu và tương truyền rằng đích thân Toshizo đã giám sát việc dựng mộ tưởng niệm Cục trưởng tại đền Tenneiji. Hijikata luôn trách mình đã không thể cứu được chủ tướng, nên đã dẫn dắt Shinsengumi chiến đấu đến cùng từ nơi này sang nơi khác, và ông trở thành Cục trưởng Shinsengumi. Sau khi thua trận đèo Bonari vì quân Hoàng gia quá trội về số lượng, ngày 7 tháng 10 năm 1868, Hijikata gặp Saito Hajime (Đội trưởng đội 3 Shinsengumi, lúc này đã đổi tên thành Yamaguchi Jiro) tại lâu đài Inawashiro và tá túc ở quán trọ Saitoya thuộc Aizuwakamatsu. Khi Hijikata quyết định rút khỏi Aizu, Saito và một nhóm nhỏ của Shinsengumi đã chia tay Phó cục trưởng đặng tiếp tục công cuộc thủ chiến tại trận Aizu cho đến cuối cùng và buộc phải đầu hàng, riêng Hijikata cùng nhóm còn lại tiến quân lên Sendai, gia nhập lực lượng Bắc tiến của Enomoto Takeaki.
Hijikata biết rằng ông đang tham gia một cuộc chiến tuyệt vọng, nên đã nói với Pháp nhãn Matsumoto Ryojun rằng: "Tôi chiến đấu không phải để giành chiến thắng. Mạc Phủ sắp sụp đổ, sẽ thực sự ô nhục nếu không ai dám chết cùng nó. Đó là lý do tôi phải ra đi. Tôi sẽ đánh một trận hào hùng nhất đời mình để hi sinh vì đất nước này", và cho rằng bản thân sẽ không còn mặt mũi nào để đối diện với Kondo nơi suối vàng nếu thoả hiệp và sống yên bình với kẻ thù.
Sau khi đổ bộ lên Hakodate, cuối tháng 10 năm 1868, Toshizo và Otori chỉ huy lực lượng Mạc Phủ tiến đánh thành Matsumae, đến ngày 5 tháng 11 thì họ chiếm được pháo đài Goryokaku (五稜郭 Ngũ Lăng Quách), pháo đài đầu tiên của Nhật Bản được xây dựng theo khuôn mẫu Tây phương, và tiếp tục dập tắt các cuộc nổi loạn của dân địa phương.
Ngày 27 tháng 1 năm 1869, nước Cộng hòa Ezo được thành lập, Enomoto Takeaki được bầu làm Tổng tài (Tương đương chức Tổng thống), Otori Keisuke được bầu làm Bộ trưởng Bộ quốc phòng, tức Tổng tư lệnh Lục quân, còn Hijikata Toshizo được bầu làm Thứ trưởng Bộ quốc phòng, tức Phó tư lệnh Lục quân.
Ngày 6 tháng 5, trong trận hải chiến vịnh Miyako, Hijikata đã lãnh đạo một cuộc đột kích táo bạo nhưng thảm hại để đánh chiếm tàu chiến Kotetsu của quân đội Hoàng gia. Hijikata, cùng với  Tư lệnh Hải quân Arai Ikunosuke cùng Phó tư lệnh Hải quân Koga Gengo, đã điều khiển tàu chiến Kaiten bất ngờ đánh chiếm tàu Kotetsu nhưng thất bại vì địch thủ đã nhanh chóng phản công bằng súng máy liên thanh Gatling, khiến Koga hy sinh. Cuộc chiến chỉ kéo dài 30 phút, Hijikata, Arai và những người sống sót khác phải thoái lui về lại Hakodate.
Vào tuần thứ tư của tháng 5 năm 1869, Hijikata chỉ huy 230 quân Cộng hòa Ezo và nhóm nhỏ còn sống sót của Shinsengumi chống lại 600 quân Hoàng gia thiện chiến trong trận Futamata trong mười sáu giờ và buộc phải rút lui. Quân Hoàng gia tấn công một lần nữa vào ngày hôm sau chỉ để rút lui. Và trong đêm tiếp theo, Hijikata dẫn đầu một cuộc đột kích thành công vào doanh trại của lực lượng Hoàng gia, buộc chúng phải tháo chạy. Sau đó, ngày 10 tháng 6, Hijikata và lực lượng rút về lại Hakodate.

### Cái chết

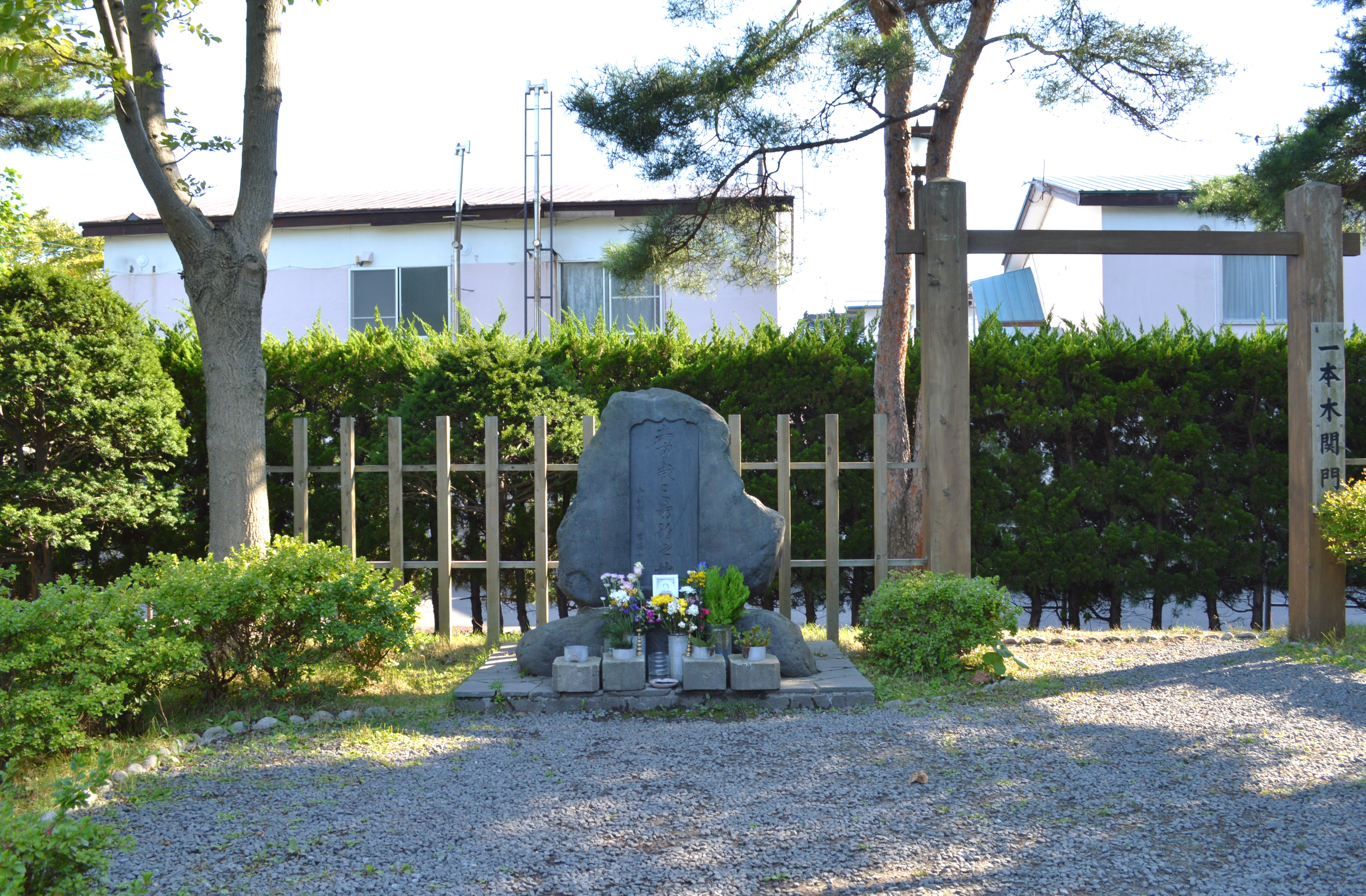
Bia tưởng niệm ở cổng Ippon ki kanmon

Ngày 14 tháng 6 năm 1869, Hijikata triệu tập chàng thị đồng 16 tuổi Ichimura Tetsunosuke vào phòng riêng tại tư dinh của mình. Ở đó, Toshizo uỷ thác cho Ichimura nhiều kỷ vật, gồm có: Tuyệt mệnh thơ (Bài thơ tử), 2 tấm ảnh chân dung, một lọn tóc, 2 thanh kiếm cùng lá thư gửi cho nhà Sato. Bài thơ tuyệt mệnh được giao phó cho Ichimura Tetsunosuke viết rằng: "Dù thân xác tôi có chôn vùi trên đảo Ezo, thì tinh thần tôi vẫn bảo vệ cho chủ nhân nơi phía Đông kia mãi mãi" (Đảo Hakodate nằm ở phía Bắc và có lẽ Toshizo muốn ám chỉ Mạc Phủ ở Edo phía Đông, hoặc cũng có thể ám chỉ Kondo Isami).
Quân đội Hoàng gia sau đó liên tục tấn công nước Cộng hoà non trẻ trên khắp các mặt trận. Trong trận chiến cuối cùng, trận Hakodate, ngày 20 tháng 6 năm 1869, khi đưa quân về Hakodate để giải vây Shinsengumi đang khốn đốn ở Benten Daiba, được nửa chặng đường, Hijikata đụng độ quân Hoàng gia, ông bị giết khi đang chiến đấu trên lưng ngựa bởi một viên đạn vào bụng ở gần cổng Ippon ki kanmon (一本木関門 Nhất Bổn Mộc Quan Môn). Tương truyền rằng, tuy ngã ngựa và đau đớn tột cùng, nhưng Hijikata vẫn cố gắng gượng dậy tiếp tục chiến đấu, giết thêm nhiều kẻ thù, khiến cho cả đám quân địch sợ đến xanh mắt mèo, rồi mới chịu nằm xuống. Một tuần sau, quân Hoàng gia đánh đến tận đại bản doanh Goryokaku, chính phủ nước Cộng hoà Ezo mà đại diện là Tổng tài Enomoto Takeaki chấp nhận đầu hàng ngày 27 tháng 6 năm 1869, chấm dứt sứ mệnh của nước Cộng hoà, và cái chết của Hijikata cũng kết thúc một thời kỳ hào hùng của Shinsengumi.
Không ai biết nơi Hijikata được chôn cất, nhưng một đài tưởng niệm được đặt gần ga Itabashi ở Tokyo, cạnh tượng đài Kondo Isami.

### Nhận xét

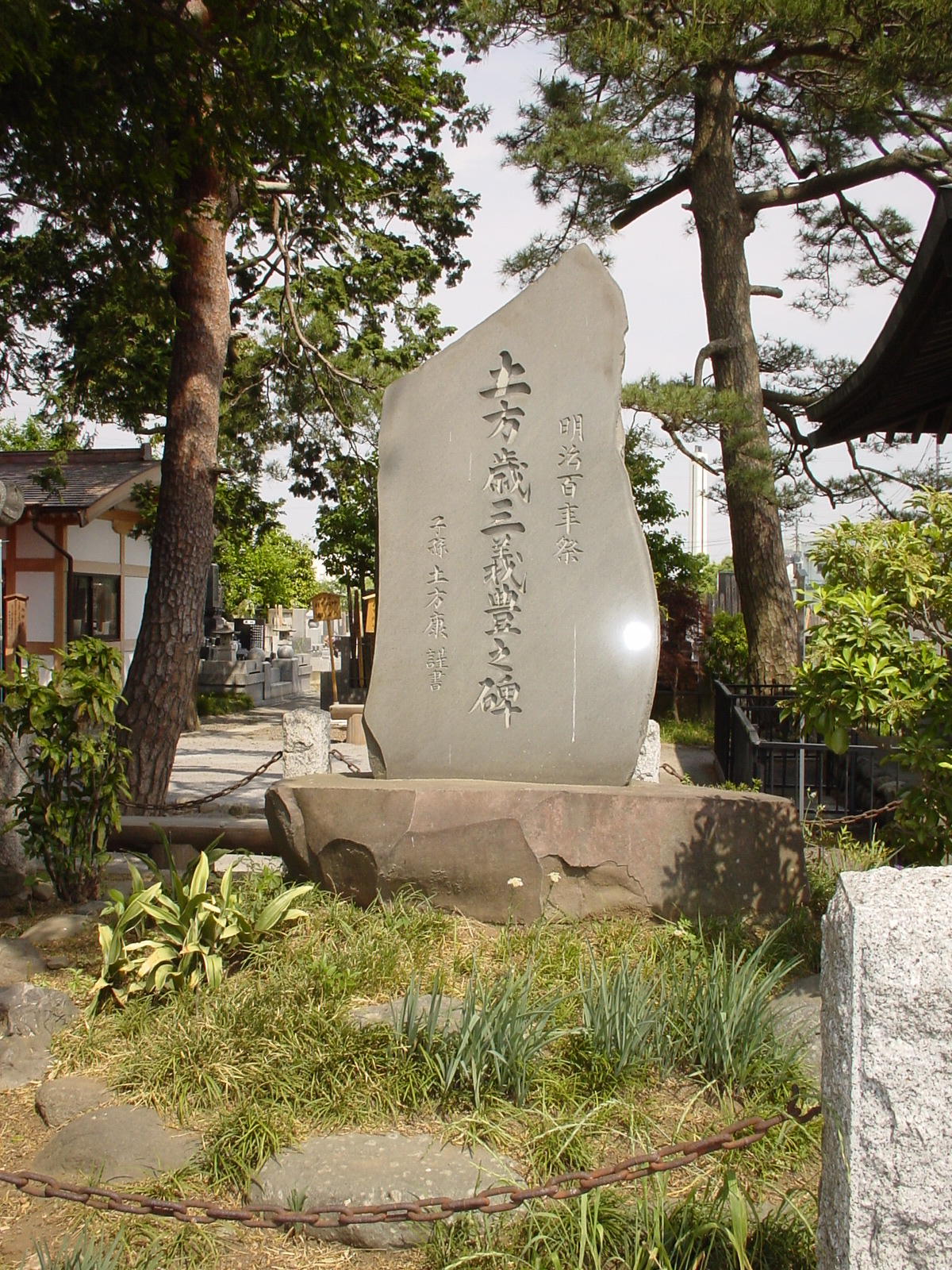
Bia tưởng niệm ở Đền Ishida Sekidenji, Hino

Một người bà con tên Hashimoto Masano nhớ lại rằng Hijikata đọc rất nhiều sách, nhưng kiến thức về chiến thuật, chiến lược quân sự của Toshizo dường như là điều bẩm sinh.
Jules Brunet, một sĩ quan trong quân đội viễn chinh Pháp vâng mệnh Hoàng đế Napoléon III sang giao thương với Mạc Phủ. Khi chiến sự nổ ra giữa quân Mạc Phủ và Hoàng gia, đoàn cố vấn người Pháp đã quyết định tiếp tục ở lại hỗ trợ, bản thân Jules cũng trở thành sĩ quan cấp cao, đại diện quân viễn chinh và là người huấn luyện quân đội cựu Mạc Phủ trong lực lượng tàn quân mà đứng đầu là Đô đốc Enomoto Takeaki. Trong khoảng thời gian cùng sát cánh chung vai, Jules đã nhiều lần chứng kiến sự can đảm, can trường cũng như tài năng lãnh đạo trong nghệ thuật quân sự của Hijikata. Nên sau khi nước Cộng hoà cáo chung, Jules kết thúc nhiệm vụ và trở về Pháp, và khi kể lại vai trò của mình trong cuộc nội chiến Nhật Bản trong một bài viết, Jules cho rằng ông đặc biệt ấn tượng và đánh giá cao người chỉ huy lực lượng Shinsengumi, ca ngợi tài năng lãnh đạo của Toshizo và cho rằng nếu Hijikata ở Âu châu, nhất định trở thành một vị Tướng.
Otori Keisuke, Bộ trưởng Bộ Quốc phòng, tuy được bầu làm Bộ trưởng, nhưng xét về giao tranh thì Otori chỉ là chuyên gia và giỏi trên lý thuyết, chiến tích của ông không nhiều, trong khi Hijikata, người đứng sau xét về cấp bậc, thì lại tiến xa hơn xét về kinh nghiệm chiến trường. Và mỗi khi đối mặt với thất bại và sự thất trận, Otori chỉ cười và nhún vai trong sự lúng túng rồi nói "Mata maketa yo! - Ồ! Ta lại thua nữa rồi" khiến ông mất điểm trong mắt những người lính dưới quyền.
Katsu Kaishu, Tổng trấn thành Edo (Nay là thủ đô Tokyo), người đã thoả hiệp để tránh một trận tử thủ đẫm máu, cũng từng nhận xét Hijikata là "Một nhân vật mang tầm vóc vĩ đại".
Trên bức hoạ chân dung nổi tiếng của Toshizo, Nakajima Nobori (Một thành viên Shinsengumi, đồng thời cũng là một họa sĩ, từng hoạ rất nhiều tranh chân dung các thành viên cùng cán bộ cấp cao của nhóm), đã đề rằng: "Hijikata là một tài năng lớn và vô cùng ngay thẳng. Trong những năm cuối đời, anh trở nên dịu dàng và mọi người đối với anh như những đứa trẻ theo chân mẹ. Vào ngày thứ 11 của tháng thứ 5 năm Minh Trị thứ 2 (1869), trong trận Hakodate, anh đã chiến đấu như một con hổ dữ đuổi theo những con cừu chạy trốn đầy bất lực. Anh dẫn dắt những người lính của mình, mạnh mẽ đi đầu trong trận chiến và đã bị giết chết trên con ngựa của mình bởi một tay bắn tỉa. Anh là một con người vĩ đại và cao quý trong thời đại của mình".

## Tính tình và dung mạo
Hijikata được cho rằng có vẻ đẹp của một tài tử, mang phong thái của một mỹ nam, nên đây cũng là lý do mà ông luôn được lòng phụ nữ và có rất nhiều mối tình. Những nơi Toshizo đến, chỉ cần vô tình toát lên phong thái nam tử là có cả khối cô nàng say như điếu đổ ngay từ cái nhìn đầu tiên. Toshizo cao tầm 1m65 hoặc 1m68, một chiều cao không tưởng và cao hơn chiều cao trung bình của đàn ông Nhật thời bấy giờ chỉ vào khoảng 1m55. Với mái tóc dài, dày và đen nhánh được buộc cao kiểu đuôi gà, nên gương mặt Toshizo trông rất thanh tú. Hijikata chỉ thấp hơn Okita Soji vốn được cho là cao đến 1m70.
Hijikata vận lễ phục in gia văn, mặc Hakama lụa Sendaihira, Toshizo nổi tiếng là người ăn vận đẹp, hợp thời và đúng mốt. Một người quen từng gặp Hijikata ở Kyoto cũng cho rằng ông có phong thái của một lãnh chúa.
Sau đây là một số nhận xét về dung mạo Hijikata:
- Phong thái thanh tao - Kojima Tamemasa.
- Cao tầm 1m68, mặt mũi thanh tú, là một đại mỹ nam tử - Hashimoto Masanao.
- Nước mặt trắng xanh, ánh mắt sáng sắc sảo như xuyên thấu người ta - Yoda Gakkai.
- Toshizo là người nhìn qua có phong thái thương nhân, nước da trắng, tuy lưng hơi cong nhưng cao ráo, trong nhóm là người có phong thái nam tử nhất - Fukuchi Ouchito.
- Cha tôi thường nói Toshizo là người giống nghệ sỹ. Tóc dày đen nhánh, mắt sáng, mặt đoan tú. Có một điểm khác biệt với Kondo, là trông Toshizo trẻ hơn tuổi thực tầm 3, 4 tuổi. Nghe nói là con trai của thầy thuốc, nhưng tôi lại không thấy có vẻ gì như vậy - Yagi Tamesaburo.
- Hijikata-sensei mặc lễ phục in gia văn, mặc Hakama hiệu Sendaihira. Vì là một mỹ nam tử, trông giống với một lãnh chúa nhỏ - Ikeda Shichisaburo.
- Kondo Isami với Toshizo trong nhóm Shinsengumi không giống sát thủ chém người bừa bãi, đặc biệt Toshizo có phong mạo rất thu hút nhìn như một nghệ sỹ - Nagamine Hideki.
- Là người có nước da xanh xao, cơ thể không to lớn, tóc đen nhánh và dày, phong mạo có thể nói là mỹ nam tử trong các mỹ nam tử - Abei Iwane.

Dù được xem là người tàn nhẫn, lạnh lùng nhưng Hijikata lại được kể như một người điềm đạm, nho nhã tuy ít khi nở nụ cười. Dù đã trở thành Cục phó và người ta luôn nhắc về ông như một kẻ khắc nghiệt, nhưng những người đã từng gặp Toshizo đều bảo rằng ông là một người nhẹ nhàng, không hề mang đến cảm giác khó chịu mà ngược lại, luôn khiến người đối diện cảm thấy thân thiện, lịch sự. Trước khi đến Kyoto, Hijikata thật sự rất gần gũi, ấm áp và được lòng nhiều người, sau khi Shinsengumi tan rã, Toshizo trở lại con người vốn dĩ, có thể giao tiếp mà không câu nệ chi, điều này được thể hiện rõ nhất qua tình cảm các thành viên Shinsengumi dành cho ông.
Hijikata là người có thể gây nên cảm hứng, cuốn hút những người đối diện, Toshizo với tư cách một nhà lãnh đạo luôn là tấm gương soi cho lòng trung thành và sự quả cảm. Hijikata được yêu mến đến nỗi sử sách ghi lại rằng khi ông chết ở Hakodate, các thành viên Shinsengumi đã khóc như những đứa trẻ mất mẹ.
Sau đây là một số nhận xét về tính cách, tánh tình Hijikata:
- Đối phó sự việc bình tĩnh, khoan dung và rất hiểu chuyện - Kojima Tamemasa.
- Tư tính trầm nghị, đại lượng, vui hay giận đều không thể hiện ra mặt - Hashimoto Masanao.
- Toshizo là người sắc bén, trầm tĩnh, có dũng khí. Làm gì cũng nhanh như chớp - Matsumoto Ryoujun.
- Lời nói chân thành không hoa mỹ, không hề khoa trương, là nhân vật đáng gọi là quân tử - Yoda Gakkai.
- Là người khoan dung, ít khi nổi giận - Suzuki Nanigashi.
- Là người trầm tĩnh, nhưng khi nổi giận thì còn đáng sợ hơn cả Kondo. Mạc Phủ dễ dàng đối phó Kondo, nhưng lại khó đối phó Hijikata - Kato Hiroyuki.
- Là một người quân tử ôn hậu, tuy không có bá khí như Kondo..., như tôi ngồi cùng Toshizo cũng không thấy khó chịu, mà cảm giác là một người rất thân thiện - Chiba Yaichiro.
- Nói chuyện với Toshizo thấy đó là một người rất hiểu lý lẽ - Shibusawa Eiichi.
- Đối nhân khéo léo, với những người vụng về cũng không lấy làm khó chịu, tùy người mà có nhiều người ghét... - Fukuchi Ouchito.
- Trầm lặng ít nói - Yagi Tamesaburo.
- Là anh tài tư chất sắc sảo cương trực, càng lớn tuổi tính cách càng ôn hòa, được mọi người yêu quý như em bé quấn lấy mẹ - Nakajima Nobori.

Trong khoảng thời gian bị thương phải trở về Aizu và vì không thể ra chiến trường, Toshizo trở nên nóng tính và thất thường, nhưng sau đó lại thay đổi, tánh tình ôn hoà trở lại.
Với tư cách là một lãnh đạo, và để xây dựng cũng như phát triển Shinsengumi, Hijikata buộc phải từ bỏ con người thật của mình. Ông cam lòng trở thành một con người khác, lạnh lùng đến tàn nhẫn, vô cảm đến cực cùng, chấp nhận đánh đổi tất cả chỉ để phụng sự Kondo và thực hiện lý tưởng võ sĩ đạo, xét ở một phương diện nào đó, thì Hijikata đã thật sự thành công khi đạt được những điều then chốt trong nguyện vọng cũng như sự nghiệp. Tuy bề ngoài lạnh lùng tàn nhẫn, nhưng tự trong sâu thẳm Toshizo vẫn luôn nhẹ nhàng, âm thầm quan tâm các thành viên trong nhóm, từ Cục trưởng, đội trưởng đến các đội viên bình thường. Và khi chứng kiến bạn bè, đồng đội, những người mà ông thương mến lần lượt ra đi, Toshizo rất đau lòng, nhưng phải giấu đi, không bao giờ cho phép bản thân yếu mềm, và ông tôn trọng nguyên tắc này cho đến khi nằm xuống.
Nobuhiro Watsuki - Tác giả manga Rurouni Kenshin, đã lấy Toshizo làm hình mẫu cho nhân vật Shinomori Aoshi của mình trong series, đã nhận xét về Hijikata: "Toshizo - Chiến sĩ Shinsengumi, người giết chết những cảm xúc nông nổi của bản thân, thể hiện như một quái vật, và khóc vào trong tim, đã thiêu đốt tất cả sự mềm yếu của chính mình…".
Hijikata được biết đến là người thích làm thơ Haiku với bút danh Hogyoku (豊玉 Phong Ngọc). Trước khi đến Kyoto ông đã biên soạn mọi thứ mình viết thành một tập thơ để lại cho gia đình. Tuy nhiên, những người từng đọc qua tập thơ này đều cho rằng văn chương của Toshizo không hay lắm. "Hougyoku Hokkushu 豊玉発句集 Phong Ngọc phát cú tập", toàn bộ có 41 bài.
Màu ưa thích của Hijikata là màu đỏ, cả mặt nạ dùng để luyện tập cũng được buộc bằng sợi dây đỏ. Một trong những món ăn yêu thích của Toshizo là Takuwan tức củ cải trắng ngâm giấm, đặc biệt là của gia đình người bà con, gia tộc Hashimoto. Trong một lần đến thăm nhà Hashimoto, Hijikata đã ca ngợi món Takuwan nhiều đến nỗi gia chủ nói với Toshizo rằng ông có thể mang về bao nhiêu cũng được. Điều này khiến Hijikata rất hạnh phúc và ông đã lấy cả một thùng lớn mang về (Dù rằng Takuwan có mùi khá nặng).
Những khi rãnh rỗi, Hijikata được cho là thường chơi Shogi với Okita, nhiều thành viên trong nhóm đã tụ họp để theo dõi trận đấu, lẽ dĩ nhiên họ cũng hăng máu tham gia.

## Mối quan hệ với những thành viên chủ chốt
Kondo Isami: Các nhà viết sử luôn bảo rằng "Không có Kondo thì không có Hijikata" hoặc ngược lại và rằng người quan trọng nhất trong cuộc đời Hijikata chính là Kondo. Toshizo luôn xem Kondo như anh trai, cả hai luôn sát cánh bên nhau, và tình thân có thể nói là dù muốn cắt cũng không cắt được. Vì Kondo, Toshizo không ngại làm mọi việc, kể cả những việc dơ bẩn khiến bàn tay phải nhúng chàm, sự kiện ám sát nhóm Serizawa có thể được xem là một trong những vụ việc tiêu biểu. Kondo biết nhưng không làm gì được, nên thầm trách bản thân đã để Hijikata đi vào con đường quỷ dữ. Do vậy, không ít sử gia cũng như người hâm mộ đã tỏ ý tiếc nuối và cảm thông cho Toshizo trong tình cảnh này. Với Hijikata và các đội viên Shinsengumi thì Kondo là một tượng đài để bảo vệ và tôn thờ, nhưng Kondo là một người được cho là rất khoan dung và dễ mủi lòng, có lẽ vì vậy mà Toshizo phải trở nên cứng rắn và tàn nhẫn hơn để có thể bảo vệ Shinsengumi. Pháp nhãn Matsumoto Ryojun, một y sĩ đại tài của Mạc Phủ, cũng khẳng định nếu không có Hijikata thì Shinsengumi đã sớm tan rã. Toshizo là người đã luôn ở bên nhắc nhở và ngăn Kondo mắc phải những sai lầm nghiêm trọng. Bất chấp việc Hijikata thực chất mới là người ảnh hưởng nhất đến Shinsengumi, ông chưa bao giờ manh nha chức Cục trưởng của Kondo. Có lần, Nagakura Shinpachi (Đội trưởng đội 2 Shinsengumi, cũng một thành viên nhóm Shieikan) cùng vài thành viên khác đệ đơn lên phiên chủ Matsudaira vì những mâu thuẫn trong nhóm và kể tội chống đối Kondo, nhưng không lời nào ám chỉ hay chống đối Hijikata.
Okita Soji: Sử sách có nơi cho rằng Hijikata và Okita thân thiết như anh em, khi rảnh rỗi họ sẽ chơi Shogi với nhau, có nơi lại bảo họ hoàn toàn không hoà thuận. Người mà Okita thân thiết thật sự là Yamanami Keisuke (Lúc Yamanami thực hiện seppuku, Hijikata đã ép Okita chém đầu Yamanami và điều này đã tạo nên vết thương sâu sắc trong lòng Soji). Tuy vậy, Okita vẫn luôn là người hiểu rõ Hijikata, và Cục phó Toshizo vẫn là người luôn lo lắng cho tình hình bệnh trạng của Soji sau sự kiện Ikedaya.
Yamanami Keisuke: Mối quan hệ này được mọi người ví như tri kỷ, cả hai có những sở thích và tính cách tương đồng, những cuộc nói chuyện thâu đêm và sự thấu hiểu nhau đến lạ kỳ, Toshizo rất quý mến và kính trọng Yamanami. Tuy sau này xảy ra mâu thuẫn và chính Hijikata là người yêu cầu Yamanami phải seppuku, nhưng cho đến phút cuối cùng mối quan hệ của cả hai vẫn luôn tốt đẹp.
Ngoài những người kể trên, Hijikata còn giữ được mối quan hệ tốt với các thành viên trọng yếu khác và luôn là người kết nối những thành viên Shinsengumi.

## Tình sử
Phụ nữ thường xiêu lòng một cách rất tự nhiên và nhanh chóng trước một Hijikata điển trai và lịch thiệp, tuy rằng ít có tư liệu nào cho thấy ông tận dụng ưu thế này của mình, nhưng chính Kondo đã từng gửi một lá thư cho Hijikata mà trong đó than vãn về số lượng lớn nhân tình của Cục phó, cũng như việc Cục trưởng từng nhận được rất nhiều thư tình gửi cho Cục phó từ những người phụ nữ ở Kyoto. Ngoài ra, trong luật đội, các cán bộ cấp cao có quyền sở hữu dinh thự riêng dành cho các nhân tình của họ, xét về lĩnh vực này, Cục phó Hijikata được xem là người đứng đầu bảng.
Vài câu chuyện được kể lại trong khoảng thời gian sau trận Kofu, khi mà Shinsengumi đóng bản doanh ở Goheishinden (Nay là Adachi, Tokyo), Hijikata, lúc ấy đang dùng tên giả Naito Hayato, thường câu cá bên bờ sông, và không ai nhận ra đấy chính là Cục phó Shinsengumi. Những lúc như thế, mọi cô gái trong làng đều tập trung bên bờ sông để theo dõi và chiêm ngưỡng "Chàng samurai đẹp trai", và khi được hỏi lại thì tất cả những người thiếu nữ ấy đều đồng ý rằng anh ta rất tốt và đặc biệt rất điển trai.
Hijikata có nhiều nhân tình, nên những dẫn chứng sau đây có thể không đầy đủ. Khoảng thời gian còn ở Shieikan, ông thường đến Yoshiwara để thăm người phụ nữ mà ông yêu thích. Lúc ở Kyoto, cũng có người phụ nữ tại khu Shimabara, khu Gion thì 3 người, ngay cả khu Shimmachi ở Osaka cũng có từ 2-3 người mà ông thường lui đến.
Tuy nhiên, có một người khá đặc biệt, người phụ nữ mang tên "Okiku" (Nhiều sử gia không chắc lắm về cái tên này). Theo lời đồn thì Okiku có một con gái với Hijikata, nhưng đứa bé đã chết ngay sau khi sinh. Cuối cùng người phụ nữ này cũng nói lời tạm biệt và kết hôn với một người đàn ông khác. Người ta bảo rằng cô Okiku chết khá trẻ.
Mặc dù Hijikata có thêm nhiều nhân tình khác nhưng ông chưa bao giờ có một mối quan hệ nào chắc chắn với họ. Điều này thực sự đã trở thành chính sách chung của Shinsengumi. Có vài trường hợp ngoại lệ, nhưng phần lớn những người đã lập gia đình hoặc kế thừa gia tộc sẽ khó gia nhập nhóm, đơn giản vì những rủi ro là rất lớn. Khi tiến quân lên Hakodate, Toshizo không còn vấn vương gì phụ nữ, và theo như mọi người biết, thì ông không có con.
Trước khi đến Kyoto, Hijikata từng đính hôn với một người phụ nữ tên Okoto, do đại huynh Tamejiro, người hay chơi đàn Shamisen, sắp đặt. Cha mẹ Okoto sở hữu một cửa hiệu Shamisen mà anh trai ông thường ghé thăm, vì vậy mà Tamejiro đã có ý giới thiệu em trai mình với Okoto và cả hai gia đình đều hối thúc đôi trẻ kết hôn ngay. Với Hijikata, ông không hề khó chịu với việc đính ước này, thậm chí, khi vừa đến Kyoto, ông vẫn tiếp tục bày tỏ sự chân thành mong muốn được kết hôn cùng Okoto, nên đã mua quà tặng và đến thăm cô trong một lần trở về Edo. Tuy nhiên, tình hình ở Kyoto dần trở nên hỗn loạn hơn dự tính của cả hai, và sự thăng tiến của Hijikata cũng như Shinsengumi khiến ông nhận ra rằng sự nghiệp trong Shinsengumi luôn nguy hiểm cho chính ông và những người thân khác nên quyết định tạm gác chuyện hôn sự, có nguồn còn cho rằng chính vì lý do trên mà Hijikata không còn sự lựa chọn nào khác ngoài việc hủy hôn. Ngoài ra, có người bảo Toshizo từng nói muốn kết hôn sau khi chiến thắng trở về, tiếc là ông không làm được. Có lẽ nhờ từng tiếp xúc với vị hôn thê và ảnh hưởng bởi người anh cả mà Toshizo chơi đàn Shamisen rất hay.

## Chuyện ngoài lề
Ngoài tên thật, Hijikata từng sử dụng tên giả Naito Hayato (内藤隼人 Nội Đằng Chuẩn Nhân), trong đó, Hayato là một phần trong tên của cha ông. Đầu năm 1868, sau khi trở thành cán bộ cấp cao của Mạc Phủ, Hijikata bắt đầu dùng tên này, nhưng khi Cục trưởng Kondo bị xử trảm, thì trở lại tên cũ.
Do sự lạnh lùng và tàn nhẫn trong việc thực thi luật đội, mà Hijikata bị các đội viên đặt cho biệt danh Oni no fukucho (鬼の副長 Phó cục trưởng ác quỷ), ban đầu mang ý mỉa mai, nhưng sau lại trở thành tên gọi thân mật, được các đội viên sử dụng với tình cảm đầy thương mến.
- Bút danh: Hogyoku 豊玉 Phong Ngọc.
- Pháp danh: Saishin Inden Seizan Yoshitoyo Daikoji 歳進院殿誠山義豊大居士 Tuế Tiến Viện Điện Thành Sơn Nghĩa Phong Đại Cư Sỹ, được cho là do chính phiên chủ Matsudaira ban tặng để vinh danh Hijikata, và với một người xuất thân nông gia như Toshizo thì đây là một vinh hạnh vô cùng lớn.

Dòng kiếm - Đạo trường:
- Kiếm phái: Tennen Rishin ryu (天然理心流 Thiên Nhiên Lý Tâm lưu).
- Cấp bậc: Mokuroku (目録 Mục Lục).
- Sư phụ: Kondo Shusuke.
- Đạo trường: Shieikan (試衛館 Thí Vệ Quán).

Hijikata sở hữu thanh kiếm Izumi no Kami Kanesada (和泉守兼定 Hòa Tuyền Thủ Kiêm Định), được chế tác bởi nghệ nhân đời thứ 11 và cũng là thế hệ cuối cùng của dòng rèn kiếm phiên Aizu, Ngài Aizu Kanesada (1837-1903), cùng thanh Horikawa Kunihiro (堀川国広).
Toà nhà của Hijikata ở Hino hiện nay, là ngôi nhà thứ hai của gia tộc. Sau trận đại lũ lụt năm 1846, vì thiệt hại nặng nề, cùng năm, cả gia đình Toshizo đã xây cất và chuyển sang ngôi nhà hiện tại, toà nhà được giữ nguyên vẹn cho đến năm 1990 thì xây mới, vào năm 1994 thì dành một phần toà nhà làm bảo tàng viện Hijikata Toshizo, lưu giữ nhiều kỷ vật, bao gồm cả những vật mà ông giao phó Ichimura mang về.
碧血碑 (Bích huyết bi) ở Hakodate, là tấm bia lưu dấu ấn trận Hakodate, và tưởng niệm Hijikata cùng khoảng 800 binh sĩ đã hy sinh.
Đền Shomyoji (称名寺 Xưng Danh tự) ở Hakodate có đài tưởng niệm Hijikata cùng các thành viên Shinsengumi đã tử trận trong cuộc chiến Hakodate.
Ở Hakodate, ngoài một bảo tàng chứng tích cuộc chiến tranh Hakodate của Ezo Cộng hoà quốc và lưu dấu ấn Toshizo, mà ngay địa điểm di tích cổng Ippon ki kanmon, cũng có một bia đá tuy nhỏ nhưng rất khang trang cạnh bên để vinh danh, chứng tích nơi Hijikata mất và làm nơi thờ cúng ông.
Đền Ishida Sekidenji (石田寺 Thạch Điền tự) ở Hino có bia mộ tưởng niệm Hijikata được làm từ một tảng đá khá to, gọt đẽo trông rất ấn tượng, khắc rằng "土方歳三義豊之碑 Thổ Phương Tuế Tam Nghĩa Phong chi bi".
Nagakura Shinpachi - Đội trưởng đội 2, Saito Hajime - Đội trưởng đội 3, là hai trong số ít những thành viên của nhóm sống sót qua các trận chiến, với sự giúp sức của Pháp nhãn Matsumoto Ryojun, đã dựng nên "Mộ phần Shinsengumi" cùng đài tưởng niệm vinh danh Kondo Isami và Hijikata Toshizo ở ranh giới Itabashi, gần ga Itabashi ở Tokyo.
寿徳寺 (Thọ Đức tự) ở Kita, Tokyo, Nagakura Shinpachi đã dựng nên bia mộ Kondo ở ngôi đền này vào năm 1876, bên cạnh đó, còn có một toà tháp tưởng niệm Hijikata Toshizo cùng Shinsengumi. Năm 1929, ngôi mộ mới của Nagakura cũng được dựng tại đây.
Đền Kongoji (金剛寺 Kim Cương tự), hay còn gọi là đền Takahata Fudoson (高幡不動尊 Cao Phiên Bất Động tôn) ở Hino, là một đền thờ của gia tộc Hijikata, đền thờ này được xem là một trong những ngôi đền lớn thuộc vùng Kanto, và các thành viên quá cố trong gia tộc Hijikata đều được thờ phụng nơi đây, kể cả Toshizo. Khuôn viên đền Takahata Fudo cũng là nơi đặt bức tượng toàn thân Hijikata rất trang nghiêm và oai dũng, cạnh bên là bia đá tưởng niệm Kondo và Toshizo.

## Toshizo trong thế giới hư cấu
Shiba Ryotaro, tiểu thuyết gia dã sử nổi tiếng của Nhật Bản đã lấy Toshizo làm nhân vật chính cho bộ tiểu thuyết "Moeyo ken" (燃えよ剣 Kiếm ơi, cháy lên!). Năm 2021, Okada Jun'ichi - nam diễn viên kiêm ca sĩ thần tượng nổi tiếng của nhóm nhạc V6, đã thủ diễn vai nam chính Hijikata Toshizo trong bộ phim Điện ảnh "Baragaki: Unbroken Samurai" dựa trên bộ tiểu thuyết dã sử nổi tiếng "Moeyo ken-燃えよ剣" của văn hào Shiba Ryotaro mà Hijikata Toshizo là nhân vật chính.
Thập niên 60-70, vai Hijikata Toshizo do nam diễn viên Kurizuka Asahi thể hiện rất nổi tiếng, từng trở thành kinh điển cổ trang Shinsengumi thời bấy giờ qua các phim truyền hình "Shinsengumi keppuroku" (選組血風録/Tân Tuyển Tổ huyết phong lục) năm 1965, phim điện ảnh "Moeyo ken" (燃えよ剣/Kiếm ơi, cháy lên!) năm 1966 và phiên bản truyền hình của Moeyo ken năm 1970, được chuyển thể từ tác phẩm cùng tên của tiểu thuyết gia dã sử Shiba Ryotaro, cùng đảm nhận vai Toshizo với vai trò phụ trong vài tập phim của một bộ truyền hình năm 1981. Sau gần 35 năm, năm 2004, Kurizuka Asahi tham gia phim truyền hình Shinsengumi! nổi tiếng mà vai Toshizo thuộc về nam diễn viên kiêm ca sĩ Yamamoto Koji, còn ông thì đảm nhận vai người anh trai cả của Toshizo, tức Tamejiro, với vai trò vai diễn khách mời.
Bộ truyền hình "Shinsengumi!" 49 tập của đài NHK Nhật Bản năm 2004 (Cùng 1 tập dài dành riêng cho Toshizo đầu năm 2006 nhân dịp tân niên, tên: 新選組!! 土方歳三 最期の一日/Hijikata Toshizo: Saigo no Ichi-nichi - Những ngày cuối cùng của Hijikata Toshizo), vai Hijikata Toshizo đều do nam diễn viên kiêm ca sĩ nổi tiếng Yamamoto Koji thủ diễn, trở thành một trong những vai diễn nổi tiếng nhất và là một trong những vai diễn để đời của Koji, dù vai Toshizo của anh không thật sự giống với những gì chúng ta biết về ông trong lịch sử. Vai diễn Toshizo của Koji thành công đến mức, 9 năm sau, năm 2015, Yamamoto đồng ý trở lại diễn Toshizo với vai trò nhỏ trong 2 tập 15-17 của bộ phim truyền hình "Asa ga Kita" cũng của đài NHK vì nhà sản xuất không tưởng tượng nổi một ai khác có thể diễn Toshizo tốt hơn Koji, dù rằng nhà sản xuất khá vất vả trong việc thuyết phục Koji trở lại vì một số nguyên tắc mà Koji đặt ra trước đó rất lâu trong những bài trả lời phỏng vấn của mình về vai diễn đặc biệt này.
Năm 1988, trong bộ phim truyền hình 6 tập "Goryokaku" (五稜郭/Ngũ Lăng Quách), vai Toshizo do nam diễn viên Watari Tetsuya đảm nhận. Trong series phim truyền hình "Shinsengumi keppuroku" năm 1998, vai Toshizo do Murakami Hiroaki thủ diễn. Trong phim "Gohatto" (御法度/Ngự Pháp Độ) năm 1999, vai Toshizo do Kitano Takeshi, nam diễn viên phim hành động nổi tiếng Nhật Bản, đảm nhận.
Rất nhiều phim điện ảnh cũng như truyền hình lấy đề tài Shinsengumi hoặc thời Bakumatsu (Mạc mạt) đều có sư xuất hiện của nhân vật Toshizo do nhiều diễn viên thủ diễn. Toshizo là vai chính trong manga Getsumei Seiki-Sayonara Shinsengumi/Goodbye Shinsengumi (Tựa tiếng Việt: Giã biệt anh hùng) của Morita Kenji, Toshizo được khắc hoạ khá thành công trong bộ manga này, và trong Mibu Robin's Baragaki ("Red Demon"). Toshizo (cũng như những thành viên khác của Shinsengumi) cũng xuất hiện trong yaoi manga Soshite Haru no Tsuki. Trong các bộ truyện tranh của Nhật Bản, Toshizo cũng xuất hiện trong các bộ Rurouni Kenshin, Truyền nhân Atula (phần 2), Kaze Hikaru, Kiếm sĩ phong hỏa (Kaze no Gotoku Hi no Gotoku).
Toshizo xuất hiện với vai trò một nhân vật phản diện trong bộ truyện Drifters và được miêu tả là một trong những nhân vật phản diện mạnh nhất truyện. Toshizo đóng một vai trò nổi bật trong anime-manga Shura no Toki và trong OVA Shiro no Kiseki. Ông là một trong những nhân vật nổi bật của Peacemaker Kurogane (anime/ manga), Gintama (anime/ manga), Kaze Hikaru (manga), Hakuouki: Shinsengumi Kitan (game/ anime). Toshizo cũng xuất hiện một đoạn ngắn trong phim hoạt hình Bakumatsu Kikansetsu Irohanihoheto, Destined to Love: Otome game (game).
Nhân vật Hijikata Toushirou dựa theo Hijikata Toshizo là một trong những nhân vật được yêu thích trong manga và anime Gintama. Toshizo xuất hiện trong bộ truyện tranh Golden Kamuy lúc ông đã già và chỉ huy một nhóm săn tìm vàng của người Ainu. Trong bộ truyện này ông được miêu tả như một samurai tàn bạo và độc đoán cùng với kiếm thuật siêu phàm.
Toshizo xuất hiện trong tựa game Nhật Bản nổi tiếng Fate/Grand Order là một servant 5 sao có giới hạn (limited SSR servant) được triệu hồi dưới class Berserker. Ngoài ra, nhạc kịch Musical Touken Ranbu cũng đã khắc họa thành công, tạo dựng lại một vai diễn Hijikata Toshizo với diễn viên Takagi Tomoyuki thủ vai. Với thần thái, phong cách đáng sợ, và các luật lệ, quy củ hay những tình tiết khi Shisengumi ở cùng với nhau, nhạc kịch đã thành công xây dựng lại một vở diễn rất đặc sắc.